# Raúl Prebisch
Raúl Prebisch (San Miguel de Tucumán, 17 aprile 1901 – Santiago del Cile, 29 aprile 1986) è stato un economista argentino.

## Vita

### Infanzia e gioventù
Raúl Prebisch nacque a San Miguel de Tucumán, città del nord della Repubblica Argentina, nell'aprile del 1901. Suo fratello maggiore, Alberto Prebisch, è stato un famoso architetto. Studiò Economia presso l'Università di Buenos Aires tra il 1918 e il 1922. Nel 1923 ottenne la cattedra di Economia Politica presso la Facoltà di Scienze Economiche dell'Università Nazionale di Buenos Aires, cattedra che mantenne fino al 1948.

### Carriera politica
Fra il 1930 e il 1943 lavorò come funzionario pubblico presso la Banca Nación e, in seguito, presso il Ministero delle Finanze. A partire dal 1935 fu uno dei fondatori e primo Direttore della Banca Centrale della Repubblica Argentina, carica che ricoprì fino al 1943.

### CEPAL e UNCTAD
Fra il 1950 e il 1963 Prebisch fu Segretario Esecutivo della Commissione Economica delle Nazioni Unite per l'America Latina e i Caraibi (CEPAL). Successivamente, ricoprì la carica di Segretario Generale della Conferenza delle Nazioni Unite su Commercio e Sviluppo (UNCTAD).

### Ultimi anni
Nel 1984 ritornò in Argentina per collaborare con il governo democratico di Raúl Alfonsín, eletto nel 1983. Morì a Santiago del Cile, nell'aprile del 1986.

## Contributi
Scrisse numerose opere, fra le quali ricordiamo Introducción a Keynes (1947); Crecimiento, desequilibrio y disparidades: interpretación del proceso de desarrollo económico (1950), considerato da Albert O. Hirschman come il «Manifesto latino-americano»; Problemas teóricos y prácticos del crecimiento económico (1951); Hacia una dinámica del desarrollo latinoamericano (relazione del 1963 alla CEPAL); Transformación y desarrollo: la gran tarea de América Latina (1970); Capitalismo periférico: crisis y transformación (1981).
Insieme a Hans Singer, è il creatore della tesi Prebisch-Singer, che postula un deterioramento continuo della ragione reale di scambio delle economie primarie, normalmente periferiche, come conseguenza del fatto che la domanda di prodotti manufatti cresce molto più rapidamente di quella delle materie prime. Per invertire questa tendenza, fu ideata la Industrializzazione attraverso la sostituzione delle importazioni, conosciuta anche come ISI. 
La vigorosa personalità di Raúl Prebisch si proiettò sul suo paese durante un periodo molto critico; influì sulle idee e le politiche di sviluppo dell'America Latina e dei Caraibi e contribuì allo sforzo delle Nazioni Unite per instaurare un ordine economico mondiale più giusto.